# Bekir Aksoy
Bekir Aksoy, né le 15 septembre 1950 à Mecitözü et mort le 10 mai 2024 à Ankara, est un homme politique et haut-fonctionnaire turc.
Diplômé du département d'administration de la faculté des sciences politiques de l'Université d'Ankara. Il travaille comme sous-préfet, devient directeur général du personnel du ministère de l'intérieur, préfet d'Afyonkarahisar (1988-1990), de Sivas (1990-1992) et d'Adana (1992-1993) et sous-secrétaire d'État du ministère de l'intérieur (le plus haut-fonctionnaire du ministère) (1993-1995). Membre du parti de la juste voie (DYP) (1995-2002) et du parti d'action nationaliste (2002-2024). Député de Çorum (1996-2002) et Ankara (2007-2011). Ministre d'État chargé des services ruraux (1996-1997).